# Чапман, Дин-Чарльз
Дин-Чарльз Ча́пман (англ. Dean-Charles Chapman; род. 7 сентября 1997, Ромфорд, Лондон, Англия, Великобритания) — британский  актёр театра, кино и телевидения. Наиболее известен по главной роли в мюзикле «Билли Эллиот» и роли Томмена Баратеона в четвёртом, пятом и шестом сезонах телевизионного сериала канала HBO «Игра престолов».

## Фильмография
| Год       |    | Русское название    | Оригинальное название                | Роль                               |
| --------- | -- | ------------------- | ------------------------------------ | ---------------------------------- |
| 2007      | с  | Катастрофа          | Casualty                             | Уильям Малхерн                     |
| 2012      | с  | Куку                | Cuckoo                               | Чарли                              |
| 2012      | с  |                     | The Revolting World of Stanley Brown | Стэнли                             |
| 2013      | с  | Белая королева      | The White Queen                      | Ричард Грей                        |
| 2013—2016 | с  | Игра престолов      | Game of Thrones                      | Мартин Ланнистер / Томмен Баратеон |
| 2014      | ф  | Прежде, чем я усну  | Before I Go To Sleep                 | Адам                               |
| 2014      | с  | Клей                | Glue                                 | Крис                               |
| 2014      | с  | Улица потрошителя   | Ripper Street                        | Гарри Уорд                         |
| 2015      | ф  | Будь мужчиной       | Man Up                               | Гарри                              |
| 2017      | ф  | Дыши ради нас       | Breathe                              | Джонатан Кавендиш                  |
| 2018      | ф  | Пассажир            | The Commuter                         | Дэнни Макколи                      |
| 2019      | тф | Король Англии       | The King                             | Томас, герцог Кларенс              |
| 2019      | ф  | 1917                | 1917                                 | младший капрал Блэйк               |
| 2020      | ф  | Дублинские дебоширы | Here Are the Young Men               | Мэтью Коннолли                     |
| 2024      | с  | Аколит              | Star Wars: The Acolyte               | Торбин                             |